# Kevin Corcoran
Kevin Anthony Corcoran (Santa Monica, 10 juni 1949 – Burbank, 6 oktober 2015) was een Amerikaans acteur, filmproducent en voormalig kindster.
Corcoran was in 1954 voor het eerst in een film te zien en groeide uit tot een kindster die regelmatig in Disneyfilms te zien was. Toen hij volwassen werd, wist hij geen overgang te maken naar volwassen acteur. Wel bleef hij werkzaam als producent voor Disneyfilms. In 2006 werd hij erkend als een van de Disney Legends.

## Filmografie
- Bibliothèque nationale de France: cb14166438c (data)
- Gemeinsame Normdatei: 1142011658
- International Standard Name Identifier: 0000 0000 7839 9323
- Library of Congress Control Number: n93080601
- Virtual International Authority File: 1685359
- WorldCat: E39PBJv8GgVxvyywyMTfMcPxXd